# Juno Beach
Juno Beach was een van de vijf landingssectoren op de stranden van Normandië tijdens de geallieerde landing aldaar tijdens de Tweede Wereldoorlog. De sector liep van Saint-Aubin-sur-Mer in het oosten tot La Rivière-Saint-Sauveur en Courseulles-sur-Mer in het westen, en was onderverdeeld in twee secties, die Mike en Nan waren gedoopt. Juno Beach was als landingszone toebedeeld aan de Canadese 3e infanteriedivisie, de Britse 2e pantserbrigade en een eenheid commando's van de Britse Royal Marines. De vijf sectoren hadden voor de operatie de codenamen Juno, Omaha, Utah, Sword, en Gold gekregen.
Juno Beach was op Omaha Beach na het zwaarst verdedigde stuk strand. De Duitse verdedigers waren slechts 2 bataljons van de verder inlands gelegen 716de Infanterie Divisie sterk en bestond vooral uit zeer jonge  soldaten onder de 18 jaar en oudere, boven de 35, zogenaamde "buik en oor-troepen", dit vanwege de eerdere verwondingen aan het Oostfront hetgeen hun gevechtskracht danig beperkte. Ze beschikten over elf zware geschutsbatterijen met 155 millimeter geschut en negen batterijen met 75 millimeter geschut. Ook waren veel mijnen gelegd. Het inleidende bombardement in de nacht voorafgaand aan de invasie richtte weinig schade aan, en de gevechten waren dan ook hevig. In de middag was het strand echter veroverd en was de Canadese derde divisie ettelijke kilometers het achterland binnengedrongen om bruggen te veroveren. Een onderdeel van het zesde Canadese pantserregiment wist als enige de doellijn te bereiken, maar moest zich wegens het ontbreken van infanterie weer terugtrekken. Aan het eind van de eerste dag waren de Canadese troepen van alle geallieerde troepen het verst opgerukt. In de avond van de volgende dag zouden zij verbinding maken met de Britse troepen van Sword Beach.
Tot de eerste Canadese troepen die tijdens de D-Day invasie op Juno Beach landden, behoorde James Doohan, die later bekend zou worden als acteur in de televisieserie Star Trek.